# 川端正樹
川端 正樹（かわばた まさき、1987年12月4日 - ）は、日本のラグビー選手。

## プロフィール
- 大阪府出身[1]。
- ポジションはセンター(CTB)。
- 身長 176cm、体重 88kg
- ニックネームはバティー。

## 略歴
八尾ラグビースクール出身である。
2006年、同志社香里高校卒業後、同志社大学に入る。
2010年、同志社大学卒業後、サントリーフーズサンデルフィスに加入。
2011年、NTTドコモレッドハリケーンズに加入。
2018年、NTTドコモレッドハリケーンズを退団した。
現在は同志社香里高等学校ラグビー部でスポットコーチを務める。